# Irina Nazàrova
Irina Nazàrova   (Koroliov, 31 de juliol de 1957), de soltera Bagriàntseva, és una atleta russa ja retirada, especialista en els 400 metres, que va competir sota bandera soviètica durant les dècades de 1970 i 1980.
El 1980 va prendre part en els Jocs Olímpics d'Estiu de Moscou on va disputar dues proves del programa d'atletisme. Fent equip amb Tatyana Prorochenko, Tatyana Goistchik i Nina Zyuskova va guanyar la medalla d'or en la prova del 4x400 metres, mentre en els 400 metres fou quarta.
En el seu palmarès també destaquen dues medalles de plata a la Copa del Món d'atletisme, el 1979 i 1985, i un campionat nacional en els 4x400 metres (1985).

## Millors marques
- 400 metres. 50.07" (1980)[1][3]